# Ilino (Boljevac)
Ilino (serbisch-kyrillisch Илино) ist ein Dorf in der Opština Boljevac, Serbien. Laut Zensus von 2011 zählt der im Nordnordosten an die Gemarkung von Boljevac angrenzende Ort 105 Einwohner. Im Westen liegt Mirovo, das direkt aber nur über einen Feldweg erreichbar ist. Ilino wird im Osten von der Nationalstraße 218 tangiert. Höchste Erhebung des Gemeindegebiets ist der bis zu 2470 Fuß über dem Meeresspiegel liegende Garvanica.
Laut ottomanischenm Zensus bestand der damalige Weiler 1455 aus sechs, 1466 aus zehn und 1586 aus 13 Häusern.